# Rapa Nui (film)
Rapa Nui is een film geregisseerd door Kevin Reynolds. De film werd geproduceerd door onder andere Kevin Costner en Barrie M. Osborne. Het verhaal is gebaseerd op legendes over Paaseiland (Rapa Nui) en speciaal over de vogelmancultus (Tangata Manu), waarbij er een wedstrijd is wie het eerst het ei van een bonte stern (Onychoprion fuscatus) zwemmend op het hoofdeiland kan brengen vanaf een onbewoond rotseiland in de buurt.
De details zijn historisch twijfelachtig. Het centrale thema in de film is de vernietiging door ontbossing van het eiland. Die ontbossing zelf is een feit.

## Rolverdeling
| Acteur             | Personage |
| ------------------ | --------- |
| Jason Scott Lee    | Noro      |
| Esai Morales       | Make      |
| Sandrine Holt      | Ramana    |
| Eru Potaka-Dewes   | Ariki-mau |
| Gordon Hatfield    | Riro      |
| Anzac Wallace      | Haoa      |
| George Henare      | Tupa      |
| Rena Owen          | Hitirenga |
| Pete Smith         | Priester  |
| Rawiri Paratene    | Priester  |
| Cliff Curtis       |           |
| Lawrence Makoare   | Atta      |
| Hori Ahipene       |           |
| Nathaniel Lees     |           |
| Waihoroi Shortland |           |
| Grant McFarland    |           |